# إيفور هورفات
إيفور هورفات (19 أغسطس 1991 في كرواتيا - ) هو لاعب كرة قدم كرواتي في مركز الدفاع. شارك مع منتخب كرواتيا تحت 17 سنة لكرة القدم ومنتخب كرواتيا تحت 18 سنة لكرة القدم ومنتخب كرواتيا تحت 19 سنة لكرة القدم ومنتخب كرواتيا تحت 20 سنة لكرة القدم ومنتخب كرواتيا تحت 21 سنة لكرة القدم. أما مع النوادي، فقد لعب مع نادي إسترا 1961 ونادي كوبر ونادي لوكوموتيفا وNK Lučko ‏.

## وصلات خارجية
- إيفور هورفات على موقع اتحاد كرواتيا (الكرواتية)
- إيفور هورفات على موقع قاعدة بيانات كرة القدم.إي يو (الإنجليزية)
- إيفور هورفات على موقع Soccerway.com (الإنجليزية)
- إيفور هورفات على موقع عالم كرة القدم.نت (الإنجليزية)